# 중력파 관측

리빙스턴 검출기(우측)와 핸퍼드 검출기(좌측)에서 측정된 중력파와 이론상 예측값의 비교

중력파 관측은 이론적으로 예견만 되던 중력파를 실측하게 된 것을 의미한다. 2016년 2월 11일, 레이저 간섭계 중력파 관측소(LIGO) 및 버고(Virgo) 합동 연구진은 중력파를 최초로 관측하는 데 성공했음을 발표했다. 독일 하노버 알베르트 아인슈타인 연구소의 물리학자 마르코 드라고가 2015년 9월 14일에 검출한 파형은 나선을 그리며 떨어지는 한쌍의 블랙홀의 병합과 그 결과로 형성된 단일 블랙홀의 '신호'(ringdown)에 대한 일반 상대성 이론의 예측과 일치하였다. 이 신호에는 GW 150914라는 명칭이 붙여졌다. 이는 블랙홀 쌍성의 병합에 관한 첫 관측으로, 항성질량 블랙홀 쌍성계의 존재와 그들의 병합이 최근의 우주에도 발생하고 있음을 보여준다.

## 중력파
중력파는 1916년 알베르트 아인슈타인에 의해 예견되었다. 아인슈타인은 일반상대성 이론을 기반으로 중력파가 발생할 수 있음을 보였다. 1974년 미국의 물리학자 러셀 앨런 헐스와 조셉 후턴 테일러 주니어는 중성자별 쌍성인 PSR B1913+16를 관측하여 중력파가 존재한다는 간접적인 증거를 보였다. 이들은 그 공로로 1993년 노벨 물리학상을 수상하였다. 두 개의 블랙홀과 같은 천체들로 구성된 쌍성계는 서로의 중력에 의해 둘 사이의 공전 궤도가 줄어들면서 충돌하여 병합될 때까지 중력파를 발생하게 된다.

## LIGO 개발

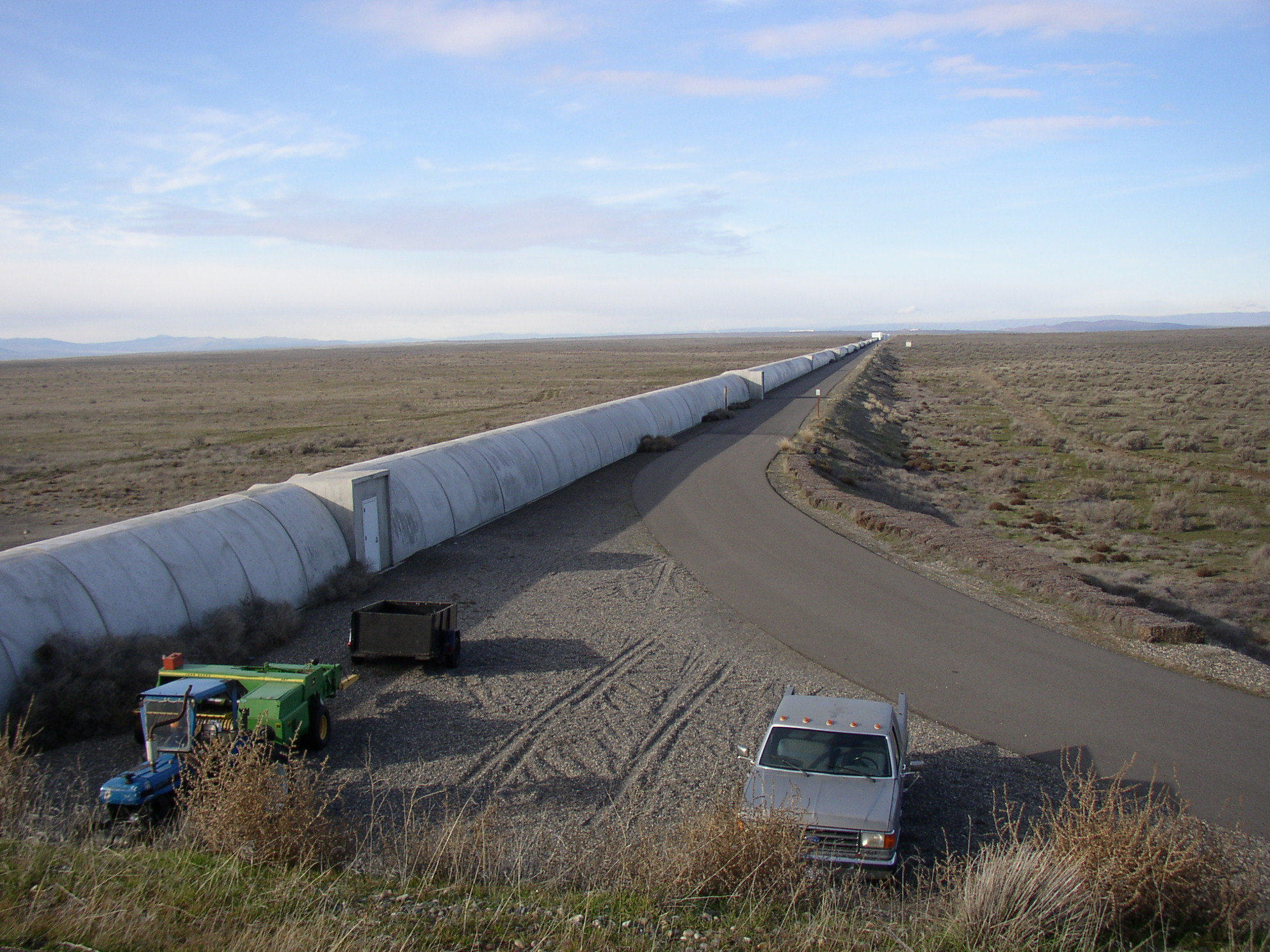
LIGO 핸포드 관측소의 북쪽 다리.

LIGO는 두 개의 중력파 관측기로 운영된다. 루이지애나주의 리빙스턴에 있는 LIGO 리빙스턴 관측소(북위 30° 33′ 46.42″ 서경 90° 46′ 27.27″ / 북위 30.5628944°  서경 90.7742417° )와 워싱턴주 리칠랜드 근처 DOE 핸포드 사이트에 위치한 LIGO 핸포드 관측소(북위 46° 27′ 18.52″ 서경 119° 24′ 27.56″ / 북위 46.4551444°  서경 119.4076556° )가 그곳으로, 이 두 중력파 관측소를 통해 동시에 관측이 수행된다. 두 관측소 사이의 거리는 3,002 킬로미터에 이른다. 관측은 두 관측소 사이에 설치된 레이저 간섭계를 통해 수신한 신호를 서로 비교하는 방식으로 이루어진다. 2002년부터 2010년 사이에 이루어진 초기 LIGO 임무에서는 어떠한 중력파도 검출하지 못하였다. 이 때문에 LIGO는 몇 년간 가동을 중단하고 관측 설비를 개선하여 "고성능 LIGO"(Advanced LIGO)로 대체되었다. 2015년 2월 두 고성능 검출기는 기술적 점검 상태로 기동되었다. 정규 과학 관측은 9월 18일 실시될 예정이었다.
LIGO의 개발과 초기 관측 기간 동안 신호를 분석하는 연구원들의 능력을 검정하기 위해 가짜 중력파 신호를 불시에 주입하는 시험을 하였지만, 2015년 9월에는 그러한 시험이 없었다.

## 탐지
중력파 신호 GW 150914는 협정 세계시 2015년 9월 14일 9시 50분 45초에 LIGO 핸포드와 리빙스턴 관측소에서 검출되었다. 이 신호는 천구의 남반구에서 온 것으로, 대략 마젤란 은하 방향이었다. 신호는 0.2초 동안 지속되었으며, 35 Hz에서 250 Hz까지 약 8주기 동안 주파수와 진폭이 증가하였다. 이 신호는 새의 "지저귐"과 비슷하다고 묘사되었다. 검출 결과는 빠른 분석이 가능한 저지연 탐색법(low-latency search method)을 사용하여 3분 이내의 습득 신호로 보고되었다. 독일에서 박사후 과정에 있던 이탈리아인 연구원 마르코 드라고는 LIGO로부터 온 자료를 수집하다가 이 신호를 처음으로 확인하였다. 드라고는 처음엔 이 신호가 사실이 아닐 것이라고 생각하였고, 그의 상사인 브루스 앨런 역시 가짜로 투입된 신호일 것이라고 여겼다.
9월 12일에서 10월 20일까지 보다 상세한 통계분석이 이루어졌다. 부수적인 자료를 포함한 16일간의 신호에 관한 더욱 상세한 분석에서 GW150914가 5.1 시그마 또는 신뢰수준 99.99994%의 유의를 갖는 실제 사건으로 확인되었다. 이 신호는 리빙스턴에서 핸포드보다 7 밀리초 먼저 검출되었는데, 이 시간 차는 두 위치 사이 거리를 빛이 이동하는데 걸린 시간과 일치한다(중력파 역시 빛의 속도로 전파한다).
LIGO가 신호를 감지하던 때에 이탈리아의 피사 근처에 있는 버고 간섭계는 개선 작업을 위해 오프라인 상태에 있었고, 독일 하노버 근처에 있는 GE O600은 신호를 검출할 정도로 충분히 민감하지 못하였기 때문에 두 검출기 모두 LIGO에서 검출한 신호를 확인할 수 없었다.

## 블랙홀 병합
이 사건은 우주론적 적색편이 0.09+0.03
-0.04(신뢰구간 90%)와 일치하는 410+160
-180 메가파섹(신호의 진폭을 통해 측정), 또는 13억±6억 광년 거리에서 발생하였다. 추정된 적색편이에 따른 신호의 분석은 이 신호가 태양의 질량의 36배 및 29배에 해당하는 질량을 가진 두 블랙홀이 병합하여 62 태양질량의 블랙홀이 만들어질 때 발생한 것임을 시사한다. 여기서 사라진 3 태양질량의 에너지는 질량-에너지 동등성에 따라 중력파의 형태로 방출되었다. 방출된 중력파의 최대 세기는 약 3.6×1049 와트로, 관측 가능한 우주에서 모든 별이 복사하는 빛의 세기, 또는 플랑크 일률의 열 배 이상이다.
신호를 검출할 수 있었던 0.2초간, 블랙홀의 상대적 접선속도는 빛의 속도의 30%에서 60%로 증가하였다. 75 Hz의 궤도 주파수(중력파 주파수의 절반)는 천체들이 병합되기 전 단 350 km의 거리에서 서로를 공전하고 있었음을 의미한다. 이렇게 가까운 궤도 반경은 병합 이전에 그러한 질량을 가지면서 그만큼 가까이서 서로를 공전할 수 있는 다른 천체가 없기 때문에, 그 천체가 블랙홀임을 시사한다. 블랙홀 - 중성자별 쌍성의 경우에는 그보다 낮은 주파수에서 병합한다. 관측된 가장 큰 중성자별의 질량은 2 태양질량으로, 안정적인 중성자별의 상한 질량인 3 태양질량보다 낮다. 때문에 중성자별의 쌍은 보손 별 등과 같은 다른 대안적인 이색적 존재를 제외하곤 그러한 병합의 계산에 충분한 질량을 갖지 않는다.
신호가 정점을 이룬 이후 파형의 붕괴는 최종적으로 병합된 형태로 진정되고 있는 블랙홀의 감쇠진동과 일치하였다. 나선추락 운동(inspiral motion)은 신호 분석을 통해서 잘 설명할 수 있지만, 강력한 중력장 병합 단계는 오로지 대규모 수치적 상대성 모의실험을 통해서만 해결할 수 있다.
병합 이후의 천체는 회전하는 블랙홀로 여겨진다.

## 사건의 위치
중력파 검출 장치들은 신호를 공간적으로 분해할 능력을 갖지 않는 전천 감시 장치로, 하늘에서 사건이 발생한 위치를 재구성하기 위해서는 기구들의 연계가 필요하다. 단 두가지의 LIGO 검출 장치를 통해서, GW150914의 방출원 위치는 바나나 형태의 영역으로 재구성되었는데, 이는 두 검출기에서 나타난 진폭과 위상의 일관성에 따른 6.9+0.5
-0.4 밀리초의 시간지연 분석을 통해 이루어진 것이다. 이러한 분석으로 140 도2(50% 확률) 또는 590 도2(90% 확률)의 신뢰성 있는 영역이 구성되었다. 이렇게 재구성된 하늘의 영역은 그와 일치하는 중성미자의 탐색에 따라 전파, 광학, 근적외선, 엑스선, 감마선에 이르기까지 다양한 파장대의 관측의 표적이 되었다.

## 발표
이 중력파 검출의 발표는 2016년 2월 11일 워싱턴 D.C의 뉴스 컨퍼런스에서 같은 패널의 가브리엘라 곤잘레스, 라이너 바이스, 킵 손과 함께 LIGO의 총괄 책임자인 데이비드 라이츠를 통해 이루어졌다. 발표에 앞서 2015년 9월 25일 로렌스 크라우스의 트윗 사건 직후부터 검출에 관해 수많은 유언비어가 있었다.
연구결과는 2016년 2월 11일 피지컬 리뷰 레터스 및 애스트로피지컬 저널에 투고되었다. 이러한 검출이 중력파에 관한 최초의 직접적 관측이자 블랙홀에 관한 최초의 직접적 관측, 일반상대성이론 예측의 증명에 해당하기 때문에 노벨상 수여는 거의 확정된 것이나 다름 없는 것으로 여겨졌다.
최초의 관측이 이루어지는 동안에 세 개의 사건이 더 검출되었는데, 첫 관측은 2016년 1월에 종료되었다.

## 수상
2016년 5월, 전체 협력단, 특히 로널드 드레버, 킵 손 및 라이너 바이스는 중력파 관측으로 기초 물리학 특별 혁신상을 수상했다. 드레버, 손, 바이스 및 LIGO 팀은 그루버 우주론 상을 받았다. 또한 드레버, 손, 및 바이스는 2016년 쇼 상을 천문학분야에서 수상하였고, 2016년에는 천체 물리학 분야에서 2016 카블리 상(Kavli Prize)을 수상하였다. 배리시는 2016 엔리코 페르미 상을 이탈리아 물리학회 (Società Italiana di Fisica)로부터 받았다. 2017년 1월, LIGO의 대변인인 가브리엘 곤잘레스와 LIGO 팀은 2017 브루노 로시 상(Bruno Rossi Prize)을 수상했다.
2017년 노벨 물리학상이 라이너 바이스, 배리 배리시와 킵 손에게 "LIGO 탐지기와 중력파의 관측에 대한 결정적인 기여를 이유로" 수여되었다.

## 검출의 의의

### 차후의 검출
이 검출이 고성능 LIGO 검출기의 임무 시작 첫 해에 이루어진 것이기 때문에 검출의 장래성은 매우 밝다. 검출기의 다음 관측 활동 기간 동안 연간 GW150914와 같은 블랙홀의 병합을 다섯 개, 쌍성의 병합을 40개나 관측할 것으로 예측된다. 덧붙여서 현재 이론에 반하지 않는 불명의 더욱 이색적인 중력파원을 찾을 수 있을지도 모른다. 계획된 개선작업을 통해 신호 대 잡음의 비가 갑절로 향상되면서, GW150914와 같은 사건들을 관측할 수 있는 범위가 10배 만큼 늘어날 것이다. 또한 고성능 버고, KAGRA, 그리고 인도의 세 번째 LIGO 검출기가 연계를 확장하여 방출원의 위치 재구성 및 변수 측정에 관해 상당한 개선을 이룰 것이다.

### 일반상대성이론
병합 후 블랙홀에 관해 추정된 기본적인 물리량인 질량과 회전이 일반 상대성 이론의 예측에 따른 병합 이전의 두 블랙홀의 질량과 일치하였는데, 이는 일반상대성이론에 관한 매우 강력한 최초의 검증에 해당한다.

### 천체물리학
병합 이전의 두 블랙홀의 질량은 별의 진화에 관한 정보를 제공한다. 두 블랙홀 모두 이전까지 엑스선 쌍성 관측을 통한 추정으로 발견된 항성질량 블랙홀보다 더 무겁다. 이는 두 블랙홀의 원형 별에서 발생한 항성풍이 상대적으로 약함을 암시하며, 따라서 그들의 금속함량(수소나 헬륨보다 무거운 원소의 질량비)은 태양의 금속함량 값의 대략 절반 이하여야 한다.
병합 이전의 블랙홀들이 쌍성계라는 사실 뿐만 아니라, 쌍성계가 현재 우주의 나이에서 병합할 정도로 왜소하다는 사실 역시 블랙홀 쌍성이 어떻게 형성되는지에 따라 쌍성의 진화나 동역학적 형성 시나리오를 제한할 수 있는데, 블랙홀 형성 초신성이 발생하여 파괴된 쌍성과 구상성단에서 성단의 탈출 속도를 넘어서면서 동역학적 상호작용을 통한 쌍성의 형성 이전에 방출되는 블랙홀과는 달리, 산아의 발차기(핵붕괴 초신성을 통해 형성된 블랙홀이 얻은 속도)가 항상 크지는 않다는 것이다. 이러한 병합 사건의 발견 자체로 앞에서 말한 사건의 발생률의 하한값이 증가하게 되었다.

### 중력자
중력자는 중력과 상관있는 가설상의 기본입자로, 일반상대성이론에 따르면 질량을 가지고 있지 않다. 이러한 나선 추락의 관측은 중력자의 질량에 관한 상한값을 (낮추면서)개선하는 데 어느 정도 도움을 준다.

### 우주 기반 관측소
향상된 레이저 간섭계 우주 안테나(eLISA)는 우주에서 중력파를 검출하기 위해 발표된 임무이다. GW150914와 같은 병합하는 무거운 쌍성들은 병합하기 약 1000년 전까지 eLISA의 감도 범위 이내에서 진화하므로 관측선으로부터 10 메가파섹 이내에 있을 때 관측선에 대해 이전까지 알려지지 않은 유형의 방출원을 제공할 수도 있다.